# Camera obscura (roman)
Camera obscura (COBISS) je roman Nejca Gazvode; izšel je leta 2006 pri založbi Goga. Leta 2006 je bil nominiran za nagrado kresnik.

## Vsebina
V prvem delu romana nam prvoosebni pripovedovalec, zdolgočaseni študent, katerega imena nikoli ne izvemo, predstavi svoje enolično življenje, ko gledanje televizije postane vrhunec dneva. Nato pripoveduje o svojem otroštvi, ki je bilo zanj lep čas, in se še posebej nasloni na zgodbo o svojem prijatelju in »vodji« Bertu, ki je zaradi očetovega zlorabljanja naredil samomor. Predstavi nam tudi svojo družino, do katere ne čuti posebne navezanosti, sploh ne po smrti očeta. Pripoved ves čas preklaplja med razburljivo preteklostjo in žalostno realnostjo. Nostalgijo prekinja s predstavljanjem svojega vsakdana: v majhnem stanovanju živi s cimrom, s katerim imata globoke pogovore, v katerih si večinoma nasprotujeta. Dneve jima popestri cimrovo dekle, Nika, in prav zaradi nje se pisatelj razpiše o svojem pogledu na ženske: kako jih ima rad, kako se rad pogovarja z njimi, rad jih gleda, rad pije pivo z njimi. Rad ima ženske, dokler jih ne spozna. S prijateljema Goranom in Anito se redno dobiva na kavi in z njima razpravlja o bolj ali manj pomebnih življenjskih vprašanjih, tu pa je še umetnica Maša, ki živi z duhovi.
Kasneje avtor predstavi še druge prijatelje, ki imajo pomembno vlogo za razvijanje zgodbe. Po srečanju z Veroniko, Anitino prijateljico, se junak poda na pot skrivnosti in odkrivanja preteklosti ter vzporedne resničnosti, ki jo predstavljajo ljudje z bolečimi izkušnjami ter drugačnimi pogledi na svet. Najšokantnejši je dogodek, ko mu prijateljica predstavi njegovega davnega prijatelja Berta, ki naj bi naredil samomor. Od tu naprej se vsa zadeva zapleta. Bert ima ogromno denarja in prireja nekakšna čudna zborovanja, na katerih se znajde tudi pripovedovalec. Poleg tega je Bert lastnik Stolpa, glavnega zabavišča v mestu in nazadnje pripovedovalec ugotovi, da Bert namerava rastreliti Stolp, poln zabavajoče se  mladine. Sam še zadnji čas uide, za njegovo dekle, Veroniko, pa je prepozno. Bert je to storil z namenom, da bo generacija, ki bo živela naprej, drugačna in boljša. 
Pripovedovalec na koncu ugotovi, da ko nebo prekrijejo oblaki, camera obscura propade. Narobe obrnjena slika na steni izgine. In pomembno je, da si sliko ohraniš v glavi, da jo znaš obnoviti.